# Progressive periode
Den progressive periode (eng.: "The Progressive Era") er en betegnelse for en periode i amerikansk historie fra 1890'erne til 1920'erne, der var præget af udbredt social aktivisme og gennemgribende politiske reformer over hele landet . Den progressive bevægelse forsøgte at adressere problemer forårsaget af en rivende industrialisering, urbanisering, immigration, korruption i staten og endvidere den enorme koncentration af industrielt ejerskab med monopolerne. Progressive reformatorer var forfærdede over den alarmerende udbredelse af slumkvartere, fattigdom og udnyttelse af arbejdskraften. Adskillige overlappende progressive bevægelser bekæmpede, det de opfattede som sociale, politiske og økonomiske dårligdomme og lidelser ved at fremme demokrati, videnskabelige metoder og professionalisme, regulere erhvervslivet, beskytte naturen samt forbedre arbejds- og leveforholdene for byernes fattige.
Bevægelsen var først og fremmest rettet mod korrupte udemokratiske politiske maskiner og deres chefer. For at revitalisere demokratiet etablerede de progressive direkte primærvalg, direkte valg af senatorer (fremfor delstatslige lovgivende forsamlinger), initiativer og folkeafstemninger og kvinders valgret, der blev støttet for at fremme demokratiet og bringe en "renere' kvindelig stemme ind i arenaen. Mange progressive støttede Spiritusforbuddet i USA, fordi de mente, at det var nøglen til at eliminere korruptionen i datidens politik med de lokale chefer og saloonerne og forbedre sociale forhold.
De kæmpede også for regulering af monopoler (eng.:"Trust Busting") og virksomheder gennem antitrust love (monopol- og trustregulering). Disse antitrust love blev betragtet som et middel til at fremme den lige konkurrence, hvilket var til legitime konkurrenters fordel. Progressive talte også for nye statslige agenturer fokuseret på regulering af brancherne.
Mange aktivister deltog i bestræbelserne anvende videnskabelige, medicinske og ingeniørmæssige løsninger i et reformarbejde af staten og uddannelse og fremme forbedringer indenfor adskillige felter herunder medicin, finans, forsikring, finans, jernbaner, kirker og mange andre områder. De progressive tilstræbte en professionalisering og videnskabeliggørelse af de samfundsvidenskabelige fag, især historie, økonomi, og statskundskab og øge effektiviteten med videnskabelig styring efter Taylorismens principper.
Til at starte med opererede bevægelsen hovedsageligt på lokale plan; senere udvidede den sig til delstatsligt og nationalt/føderalt plan. Progressive ledere var ofte fra den uddannede middelklasse og adskillige progressive reformbestræbelser fik støtte fra jurister, lærere, læger, præster, forretningsfolk og arbejderklassen.

## Den naturvidenskabelige metode
Nogle progressive gik stærkt ind for den naturvidenskabelig metode, der blev anvendt til økonomi, stat (regering, parlamentarisk forsamling, myndigheder og offentlig administration), industri, finans, lægevidenskab, skolegang, teologi, uddannelse og endda familie. På tidspunktet fulgte de fremskridtene i Vesteuropa tæt og vedtog adskillige politikker, såsom en større transformation af bankvæsenet med skabelsen af Federal Reserve System i 1913. Reformatorerne følte at gammeldags metoder førte til spild og ineffektivitet og søgte ivrigt efter "det bedste system".

## Effektivitetsbevægelser
Et andet tema var at opbygge en Effektivitetsbevægelse (eng.: "Efficiency Movement") i hver eneste sektor, hvori der kunne identificeres gamle metoder, der trængte til modernisering, samt at anvende videnskabelige, lægevidenskabelige og ingeniørmæssige løsninger; en vigtig del af "scientific management", eller Taylorisme. Indenfor fagområder veg tiden med amatørforfatteren og for en ny æra med forskningsprofessoren, som udgav i de nye videnskabelige tidsskrifter og presser.

## Ledende progressivister
De nationale politiske ledere omfattede Theodore Roosevelt, Robert M. La Follette, Sr., og Charles Evans Hughes på den republikanske side og William Jennings Bryan, Woodrow Wilson og Al Smith på den demokratiske side. Dog eksisterede ledere for bevægelsen som var langt fra præsidentiel politik. Jane Addams, Grace Abbott, Edith Abbott og Sophonisba Breckinridge var blandt den progressive periodes mest indflydelsesrige reformatorer.